# Pouilloux
Pouilloux est une commune française située dans le département de Saône-et-Loire, en région Bourgogne-Franche-Comté.

## Géographie
Pouilloux est une commune située dans le département de Saône-et-Loire (région de Bourgogne-Franche-Comté), près de Montceau-les-Mines. La ville de Pouilloux appartient au canton de Charolles et à l'arrondissement d'Autun. Les habitants de Pouilloux s'appellent les Polliaciens. La superficie est de 18,5 km2. Elle se situe géographiquement à une altitude de 330 mètres environ.

### Hameaux
Parmi les hameaux de la commune figure celui des Autels, qui rappelle le célèbre auteur de la Pléiade Guillaume des Autels.

### Climat
Pour des articles plus généraux, voir Climat de la Bourgogne-Franche-Comté et Climat de Saône-et-Loire.
En 2010, le climat de la commune est de type climat océanique dégradé des plaines du Centre et du Nord, selon une étude du Centre national de la recherche scientifique s'appuyant sur une série de données couvrant la période 1971-2000. En 2020, Météo-France publie une typologie des climats de la France métropolitaine dans laquelle la commune est exposée à un climat océanique altéré et est dans la région climatique Centre et contreforts nord du Massif Central, caractérisée par un air sec en été et un bon ensoleillement.
Pour la période 1971-2000, la température annuelle moyenne est de 10,5 °C, avec une amplitude thermique annuelle de 16,9 °C. Le cumul annuel moyen de précipitations est de 901 mm, avec 12 jours de précipitations en janvier et 7,4 jours en juillet. Pour la période 1991-2020, la température moyenne annuelle observée sur la station météorologique de Météo-France la plus proche, « Mt-Saint-Vincent », sur la commune de Mont-Saint-Vincent à 9 km à vol d'oiseau, est de 10,4 °C et le cumul annuel moyen de précipitations est de 891,2 mm. 
La température maximale relevée sur cette station est de 37,6 °C, atteinte le 12 août 2003 ; la température minimale est de −21,1 °C, atteinte le 10 février 1956,,.
Les paramètres climatiques de la commune ont été estimés pour le milieu du siècle (2041-2070) selon différents scénarios d'émission de gaz à effet de serre à partir des nouvelles projections climatiques de référence DRIAS-2020. Ils sont consultables sur un site dédié publié par Météo-France en novembre 2022.

## Urbanisme

### Typologie
Au 1er janvier 2024, Pouilloux est catégorisée commune rurale à habitat dispersé, selon la nouvelle grille communale de densité à sept niveaux définie par l'Insee en 2022.
Elle est située hors unité urbaine. Par ailleurs la commune fait partie de l'aire d'attraction de Montceau-les-Mines, dont elle est une commune de la couronne,. Cette aire, qui regroupe 22 communes, est catégorisée dans les aires de 50 000 à moins de 200 000 habitants,.

### Occupation des sols
L'occupation des sols de la commune, telle qu'elle ressort de la base de données européenne d’occupation biophysique des sols Corine Land Cover (CLC), est marquée par l'importance des territoires agricoles (68,6 % en 2018), une proportion sensiblement équivalente à celle de 1990 (69,2 %). La répartition détaillée en 2018 est la suivante : prairies (54,6 %), forêts (24,6 %), terres arables (12 %), zones urbanisées (5,1 %), zones agricoles hétérogènes (2 %), espaces verts artificialisés, non agricoles (1,3 %), milieux à végétation arbustive et/ou herbacée (0,4 %). L'évolution de l’occupation des sols de la commune et de ses infrastructures peut être observée sur les différentes représentations cartographiques du territoire : la carte de Cassini (XVIIIe siècle), la carte d'état-major (1820-1866) et les cartes ou photos aériennes de l'IGN pour la période actuelle (1950 à aujourd'hui).

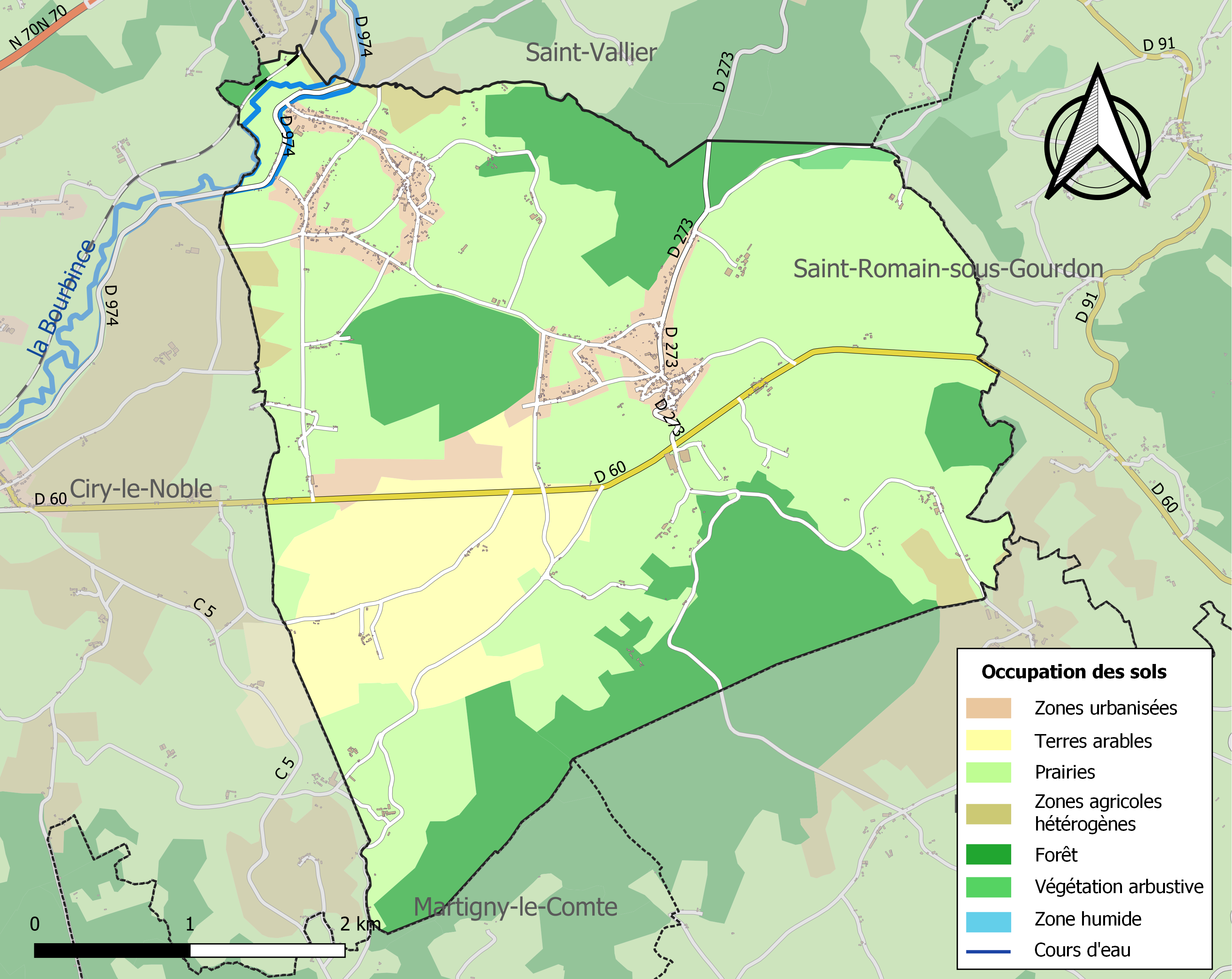
Carte des infrastructures et de l'occupation des sols de la commune en 2018 (CLC).

## Histoire
1890 : construction de la nouvelle église néo-romane Sainte-Madeleine de Pouilloux, sur les plans de l'architecte Gabriel Rotival, édifice consacré en 1892 (elle est légèrement désorientée est-ouest et bien dégagée sur une esplanade, où se trouvait jusqu'en 1877 l'ancien cimetière). L'ancienne église du XIIe siècle, aux chœur et transept romans, présentait de graves risques structurels au niveau du clocher et même de la nef, raison pour laquelle on décida de la démolir.
Pendant la Seconde Guerre mondiale, la ligne de démarcation passait par Pouilloux, le long de la D 60, au pont du Tamaron.

## Politique et administration
| Période                                  | Période   | Identité          | Étiquette | Qualité                      |
| ---------------------------------------- | --------- | ----------------- | --------- | ---------------------------- |
| mars 2001                                | mars 2014 | Jean-Yves Tondoux |           | retraité éducation nationale |
| mars 2014                                | en cours  | Michel Chardeau   |           |                              |
| Les données manquantes sont à compléter. |           |                   |           |                              |

## Culte
Pouilloux relève de la paroisse Saint-Luc en Pays Montcellien, qui a son siège à Saint-Vallier.

## Démographie
L'évolution du nombre d'habitants est connue à travers les recensements de la population effectués dans la commune depuis 1793. Pour les communes de moins de 10 000 habitants, une enquête de recensement portant sur toute la population est réalisée tous les cinq ans, les populations de référence des années intermédiaires étant quant à elles estimées par interpolation ou extrapolation. Pour la commune, le premier recensement exhaustif entrant dans le cadre du nouveau dispositif a été réalisé en 2008.

En 2022, la commune comptait 955 habitants, en évolution de −4,79 % par rapport à 2016 (Saône-et-Loire : −1,06 %, France hors Mayotte : +2,11 %).
| 1793 | 1800 | 1806 | 1821 | 1831 | 1836 | 1841 | 1846 | 1851 |
| ---- | ---- | ---- | ---- | ---- | ---- | ---- | ---- | ---- |
| 833  | 807  | 814  | 759  | 779  | 891  | 893  | 944  | 986  |

| 1856  | 1861  | 1866  | 1872  | 1876  | 1881  | 1886  | 1891  | 1896  |
| ----- | ----- | ----- | ----- | ----- | ----- | ----- | ----- | ----- |
| 1 040 | 1 053 | 1 131 | 1 087 | 1 117 | 1 130 | 1 120 | 1 041 | 1 089 |

| 1901  | 1906  | 1911  | 1921 | 1926 | 1931 | 1936 | 1946 | 1954 |
| ----- | ----- | ----- | ---- | ---- | ---- | ---- | ---- | ---- |
| 1 084 | 1 046 | 1 054 | 880  | 834  | 760  | 757  | 737  | 753  |

| 1962 | 1968 | 1975 | 1982 | 1990 | 1999 | 2006 | 2008 | 2013  |
| ---- | ---- | ---- | ---- | ---- | ---- | ---- | ---- | ----- |
| 727  | 706  | 657  | 734  | 816  | 805  | 943  | 982  | 1 005 |

| 2018 | 2022 | - | - | - | - | - | - | - |
| ---- | ---- | - | - | - | - | - | - | - |
| 982  | 955  | - | - | - | - | - | - | - |

## Culture locale et patrimoine

### Lieux et monuments
Sont à voir à Pouilloux :
- l'église Sainte-Madeleine, bâtie en 1890 et dont le clocher n'a été ajouté qu'en 1936 (clocher dont le beffroi abrite deux cloches de bronze, d’un poids total de 865 kg, fondues en 1860 par le fondeur lyonnais Morel), et qui dispose d'une  façade très ornée : porte plein cintre à voussures et colonnettes inscrite dans un avant-corps triangulaire en saillie, rosace flanquée de deux baies latérales[17] ;
- le château du Martret, beau domaine de la fin du XVIIIe siècle composé d'une construction en pierre de taille locale au toit d'ardoise agrémenté de deux tours poivrières, d'un parc et de dépendances en très bon état de conservation (le lieu, propriété privée, ne se visite pas).

### Personnalités liées à la commune
Parmi les personnalités attachées à l'histoire de Pouilloux figurent :
- le capitaine Philibert Régnier (1875-1915), auteur connu en littérature sous le nom de Pierre Rey (auteur, entre autres, de Dans le golfe de Siam et de Jacques Tissier, marsouin) ;
- l'humoriste Christophe Alévêque, qui possède une résidence secondaire à Pouilloux (rue du Pont-des-Vernes).

## Pour approfondir